# David Keene

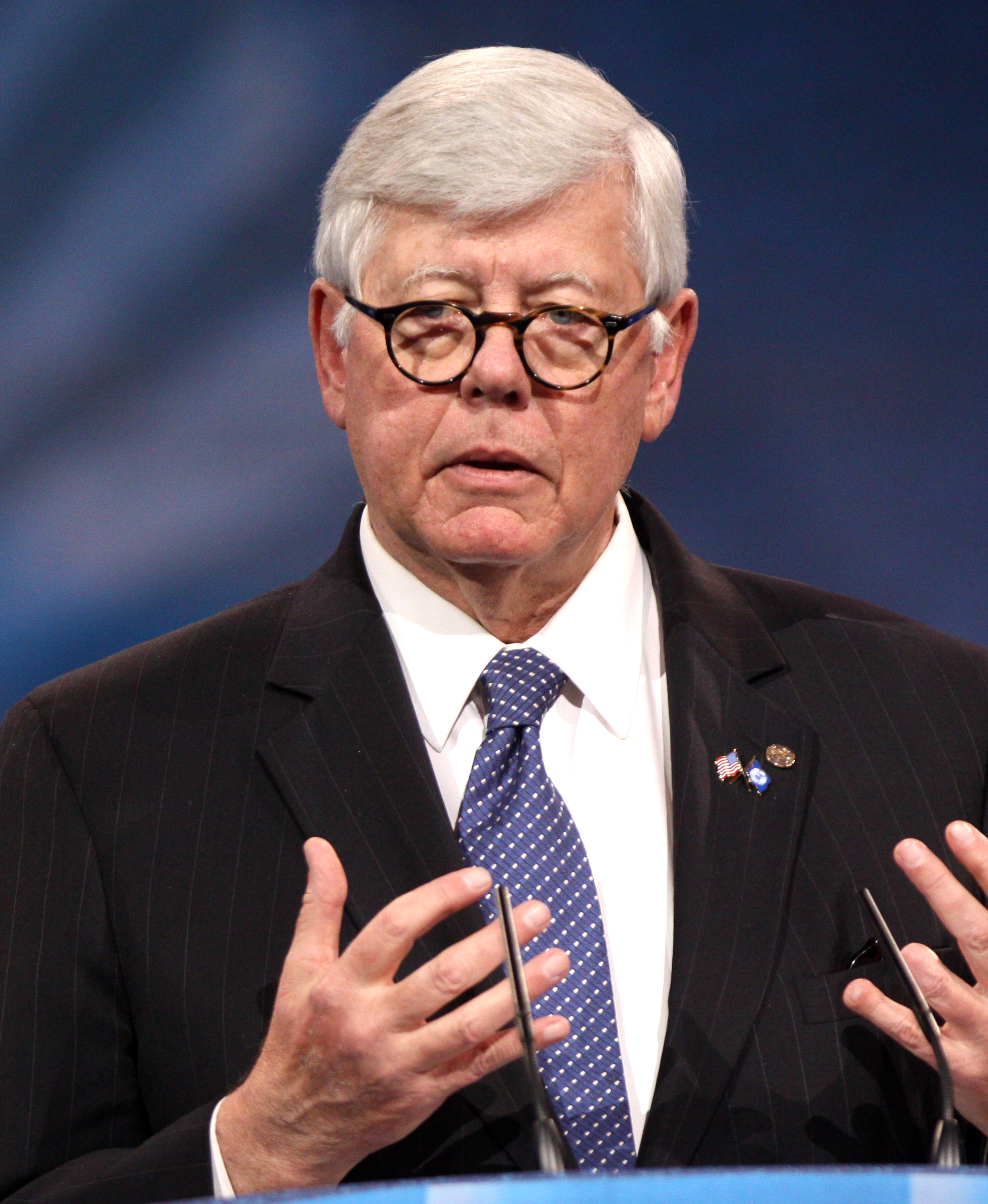
David Keene während der Conservative Political Action Conference 2013 in Washington D.C.

David A. Keene (* 20. Mai 1945 in Wisconsin) ist ein US-amerikanischer politischer Aktivist und Lobbyist. Von 2011 bis 2013 war er Präsident der National Rifle Association.

## Leben und Tätigkeit
Keene ist der Sohn von zwei Gewerkschaftsaktivisten aus Wisconsin. Nach dem Schulbesuch studierte er Rechtswissenschaften an der University of Wisconsin Law School. In den 1960er Jahren begann Keene damit, sich politisch zu betätigen. 1960 verteilte er Flugblätter für John F. Kennedy, 1964 warb er für die Präsidentschaftskandidatur Barry Goldwaters. Während der Zeit der Nixon-Regierung arbeitete er als ein politischer Assistent des damaligen US-Vizepräsidenten Spiro Agnew. Anschließend war er als Mitarbeiter für verschiedene republikanische Politiker wie James L. Buckley, Ronald Reagan und George H. W. Bush tätig.
Von 1984 bis 2011 amtierte Keene als Chairman (Vorsitzender) der American Conservative Union (ACU), die als eine der maßgeblichen Körperschaften zur Organisierung der konservativen Kräfte in den Vereinigten Staaten gilt und der gemeinhin ein erheblicher Einfluss im rechten Lager des politischen Spektrums in den USA zugeschrieben wird. Bekannt ist die ACU vor allem als Trägerin der jährlich stattfindenden Conservative Political Action Conference (CPAC), die de facto eine Art gemeinsamen Parteitag der Republikanischen Partei und diverser anderer Organisationen konservativer Ausrichtung darstellt, auf dem interne Vernetzungsarbeit der Konservativen stattfindet und auf dem viele führenden Köpfe der „konservativen Bewegung“ (republikanische Spitzenpolitiker, vielbeachtete konservative Fernseh- und Radiomoderatoren, prominente Vertreter von Lobbyorganisationen, Freikirchen etc.) Reden halten. Unter Keenes Ägide wurde CPAC von einer Veranstaltung, an der Anfang der 1980er Jahre nur noch wenige Hundert Personen teilnahmen, zu einem Großereignis im Kalender der amerikanischen Konservativen mit mehr als 10.000 Besuchern pro Jahr ausgebaut.
Im Mai 2011 wurde Keene zum Präsidenten der National Rifle Association gewählt. Seine Nachfolge in der ACU übernahm derweil der ehemalige Vorsitzende der Republikanischen Partei in Florida, Al Cardenas. Im Vorfeld der Wahlen von 2012 erklärte er wiederholt, dass er das Hauptziel der NRA während dieser Wahlen darin erblicke, eine Wiederwahl von US-Präsident Barack Obama zu verhindern.
Keenes wurde in seiner Rolle als Kulissenschieber vielfach als äußerst bedeutender und effektiver Mann beurteilt. Seine hemdsärmelige Zielstrebigkeit als political operative brachte ihm den Spitznamen Baby Doc David Keene ein, eine Anspielung auf den haitianischen Diktator Jean-Claude Duvalier. Das NRA-Vorstandsmitglied Grover Norquist hat Keene mit der Filmfigur Forrest Gump verglichen: Wie der Filmheld (wenn auch unfreiwillig) von einem zentralen Ereignis des Zeitgeschehens zum nächsten geschleudert würde, so habe Keene seit Jahrzehnten ständig im Zentrum des konservativen Geschehens gestanden. Ein anderer Kommentar konstatierte, Keene sei einer der wenigen Männer, die das Ohr republikanischer Präsidenten hätten und zugleich die Fähigkeit besäßen, die konservative Basis zu beeinflussen („one of the few men with both the ear of Republican presidents and an ability to influence the grassroots“).
Keene ist in zweiter Ehe verheiratet und hat drei Kinder aus erster Ehe und zwei Adoptivtöchter. Mediale Aufmerksamkeit zog der Umstand nach sich, dass sein Sohn David Michael zu einer zehnjährigen Haftstrafe wegen versuchten Mordes (first-degree attempted murder) verurteilt wurde, nachdem er im Jahr 2002 im Zuge eines Streits im Straßenverkehr aus seinem Auto auf ein anderes Fahrzeug auf dem George Washington Memorial Parkway in Virginia mit einer Schusswaffe gefeuert hatte, wobei der Fahrer des anderen Fahrzeuges nur knapp unverletzt blieb.